# 평야

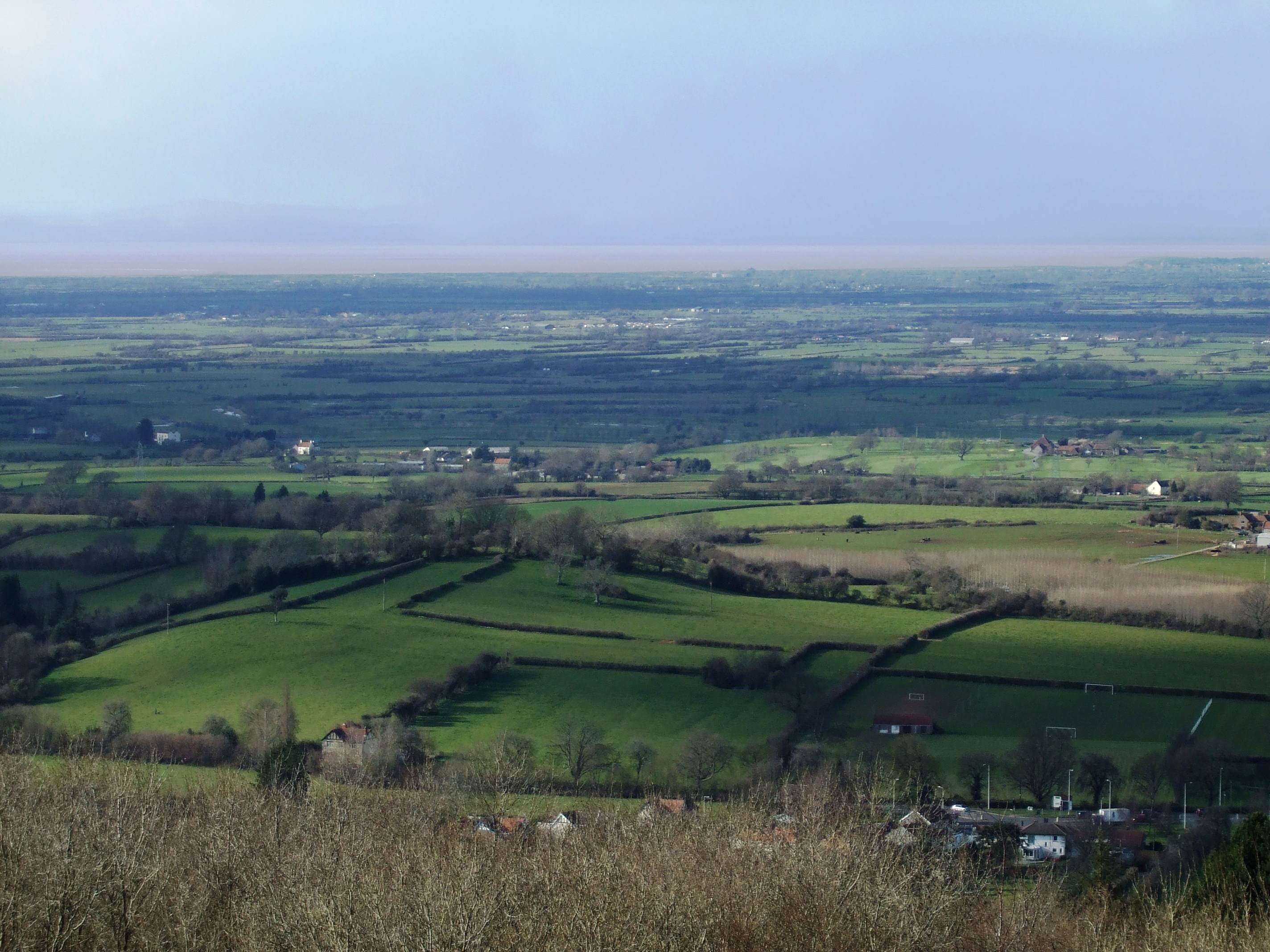

평야(平野, 문화어: 벌방) 또는 평지(平地)는 낮고 평평한 넓은 지형을 가리키는 지리 용어이다. 산 안쪽의 평평한 곳은 분지, 혹은 고원이라고 한다.

## 주요 평야
- 간토평야
- 그레이트플레인스
- 둥베이 평원
- 메소포타미아
- 서시베리아 평원
- 유럽 대평원
  - 동유럽 평원
  - 북유럽 평원
- 인도-갠지스 평원
- 화베이 평원
- 힌두스탄 평원

## 같이 보기
- 한국의 평야
- 몽골의 평야